# Championnat du Honduras de football 1993-1994
Navigation
Saison précédente Saison suivante
La LINAFUT 1993-1994 est la vingt-huitième édition de la première division hondurienne.
Lors de ce tournoi, le Real España a conservé son titre de champion du Honduras face aux neuf meilleurs clubs honduriens.
Chacun des dix clubs participant était confronté trois fois aux neuf autres équipes. Puis les six meilleures se sont affrontées lors d'une phase finale à la fin de la saison.
Seulement deux places étaient qualificatives pour la Coupe des champions de la CONCACAF et une pour la Coupe des vainqueurs de coupe de la CONCACAF.

## Clubs participants
| \| Tegucigalpa: CD Motagua CD Olimpia CD Marathon Real España Real Maya Deportivo Tegucigalpa CD Petrotela CD Platense Deportes Progreseño CD Marathon Real España CD Victoria CD Vida CD Victoria CD Vida \| Localisation des clubs engagés dans le championnat. |
| Tegucigalpa: CD Motagua CD Olimpia CD Marathon Real España Real Maya Deportivo Tegucigalpa CD Petrotela CD Platense Deportes Progreseño CD Marathon Real España CD Victoria CD Vida CD Victoria CD Vida                                                           |

| Club                | Stade                        | Capacité | Ville          |
| CD Marathon         | Stade Yankel Rosenthal       | 15 000   | San Pedro Sula |
| Real Maya Deportivo | Stade Marcelo Tinoco         | 5 000    | Danlí          |
| CD Motagua          | Stade Tiburcio Carias Andino | 35 000   | Tegucigalpa    |
| CD Olimpia          | Stade Tiburcio Carias Andino | 35 000   | Tegucigalpa    |
| CD Petrotela (en)   | Stade inconnu                | 3 000    | Tela           |
| CD Platense         | Stade Excelsior              | 10 000   | Puerto Cortés  |
| Deportes Progreseño | Stade Humberto Micheletti    | 5 000    | El Progreso    |
| Real España         | Stade Francisco Morazán      | 20 000   | San Pedro Sula |
| CD Victoria         | Stade Nilmo Edwards          | 25 000   | La Ceiba       |
| CD Vida             | Stade Nilmo Edwards          | 25 000   | La Ceiba       |

## Compétition
La compétition se déroule en plusieurs phases.
Dans un premier temps l'ensemble des équipes s'affrontent à trois reprises dans une phase régulière qui compte 27 journées. Le leader de cette première phase est qualifié pour la finale du championnat.
Dans un second temps, les six premiers participent à la phase finale qui se déroule en deux phases également. Une phase hexagonale à élimination directe, puis une phase triangulaire qui sacre un vainqueur.
Enfin si le leader de la phase régulière et le vainqueur de la phase finale sont différents, les deux équipes s'affrontent lors d'une finale pour désigner le champion de la saison.

### Phase régulière
Lors de la phase régulière les dix équipes affrontent à trois reprises les neuf autres équipes selon un calendrier tiré aléatoirement.
Les cinq meilleures équipes sont qualifiées pour la phase finale.
Le classement est établi sur l'ancien barème de points (victoire à 2 points, match nul à 1, défaite à 0).
Le départage final se fait selon les critères suivants :
- Le nombre de points.
- La différence de buts générale.
- La différence de buts particulière.
- Le nombre de buts marqué.

#### Classement
| Rang | Équipe                  | Pts | J  | G  | N  | P  | Bp | Bc | Diff |
| ---- | ----------------------- | --- | -- | -- | -- | -- | -- | -- | ---- |
| 1    | Real España             | 40  | 27 | 14 | 12 | 1  | 34 | 17 | +17  |
| 2    | CD Olimpia (T)          | 36  | 27 | 13 | 10 | 4  | 43 | 29 | +14  |
| 3    | CD Victoria             | 28  | 27 | 7  | 14 | 6  | 31 | 25 | +6   |
| 4    | CD Motagua              | 26  | 27 | 7  | 12 | 8  | 28 | 27 | +1   |
| 5    | CD Vida                 | 26  | 27 | 7  | 12 | 8  | 19 | 32 | -13  |
| 6    | CD Platense             | 25  | 27 | 7  | 11 | 9  | 29 | 27 | +2   |
| 7    | Real Maya Deportivo (C) | 25  | 27 | 7  | 11 | 9  | 19 | 20 | -1   |
| 8    | CD Marathon             | 24  | 27 | 6  | 12 | 9  | 25 | 29 | -4   |
| 9    | Deportes Progreseño (P) | 22  | 27 | 6  | 10 | 11 | 26 | 33 | -7   |
| 10   | CD Petrotela (en)       | 18  | 27 | 4  | 10 | 13 | 24 | 39 | -15  |

| Légende : Qualifications et relégations | Légende : Qualifications et relégations |
| --------------------------------------- | --- |
|                                         | Coupe des champions de la CONCACAF 1995 (2e Tour de qualification)                                                                            |
|                                         | Coupe des champions de la CONCACAF 1995 (1er Tour de qualification)                                                                           |
|                                         | Coupe des vainqueurs de coupe de la CONCACAF 1994 (Quarts de finale)                                                                          |
|                                         | Relégué en Liga Nacional de Ascenso |
|                                         | En gras : Qualifié pour la phase finale (T) : Tenant du titre (C) : Vainqueur de la Coupe du Honduras 1993 (P) : Promu de la saison 1992-1993 |

### Phase finale
Les six équipes qualifiées sont réparties en phase hexagonale d'après leur classement général, le troisième affrontant le quatrième, le deuxième affrontant le cinquième et le premier affrontant le sixième de cette phase. Les trois équipes vainqueures s'affrontent alors à deux reprises dans un mini championnat de fin de saison.

#### Phase hexagonale
En cas d'égalité sur la somme des deux matchs, c'est la position au classement général qui départage les deux équipes.
| Club        | Aller | Retour | Club        | Commentaire |
| Real España | 4-0   | 1-1    | CD Platense |             |
| CD Olimpia  | 1-2   | 2-3    | CD Vida     |             |
| CD Victoria | 1-1   | 0-1    | CD Motagua  |             |

#### Phase triangulaire
Le classement est établi sur l'ancien barème de points (victoire à 2 points, match nul à 1, défaite à 0).
Le départage final se fait selon les critères suivants :
- Le nombre de points.
- La différence de buts générale.
- La différence de buts particulière.
- Le nombre de buts marqué.

| Rang | Équipe      | Pts | J | G | N | P | Bp | Bc | Diff |
| ---- | ----------- | --- | - | - | - | - | -- | -- | ---- |
| 1    | Real España | 5   | 4 | 1 | 3 | 0 | 2  | 1  | +1   |
| 2    | CD Motagua  | 4   | 4 | 1 | 2 | 1 | 3  | 3  | 0    |
| 3    | CD Vida     | 3   | 4 | 0 | 3 | 1 | 1  | 2  | -1   |

#### Finale
Le Real España ayant remporté les deux phases de la compétition, la finale n'a pas eu lieu et le club a été sacré champion.

## Bilan du tournoi
| Tableau d'Honneur                   |                     |
| Compétition                         | Vainqueur           |
| Liga Nacional de Fútbol de Honduras | Real España         |
| Coupe du Honduras                   | Real Maya Deportivo |

| Qualifications continentales 1994-1995       |                     |
| Coupe des champions de la CONCACAF           | Qualifiés           |
| 2e tour de qualification                     | CD Motagua          |
| 1er tour de qualification                    | Real España         |
| Coupe des vainqueurs de coupe de la CONCACAF | Qualifiés           |
| Quarts de finale                             | Real Maya Deportivo |

| Promotions et relégations           |                   |
| Relégué en Liga Nacional de Ascenso | CD Petrotela (en) |
| Promu de Liga Nacional de Ascenso   | Deportivo Broncos |